# Michael Zieglmeier

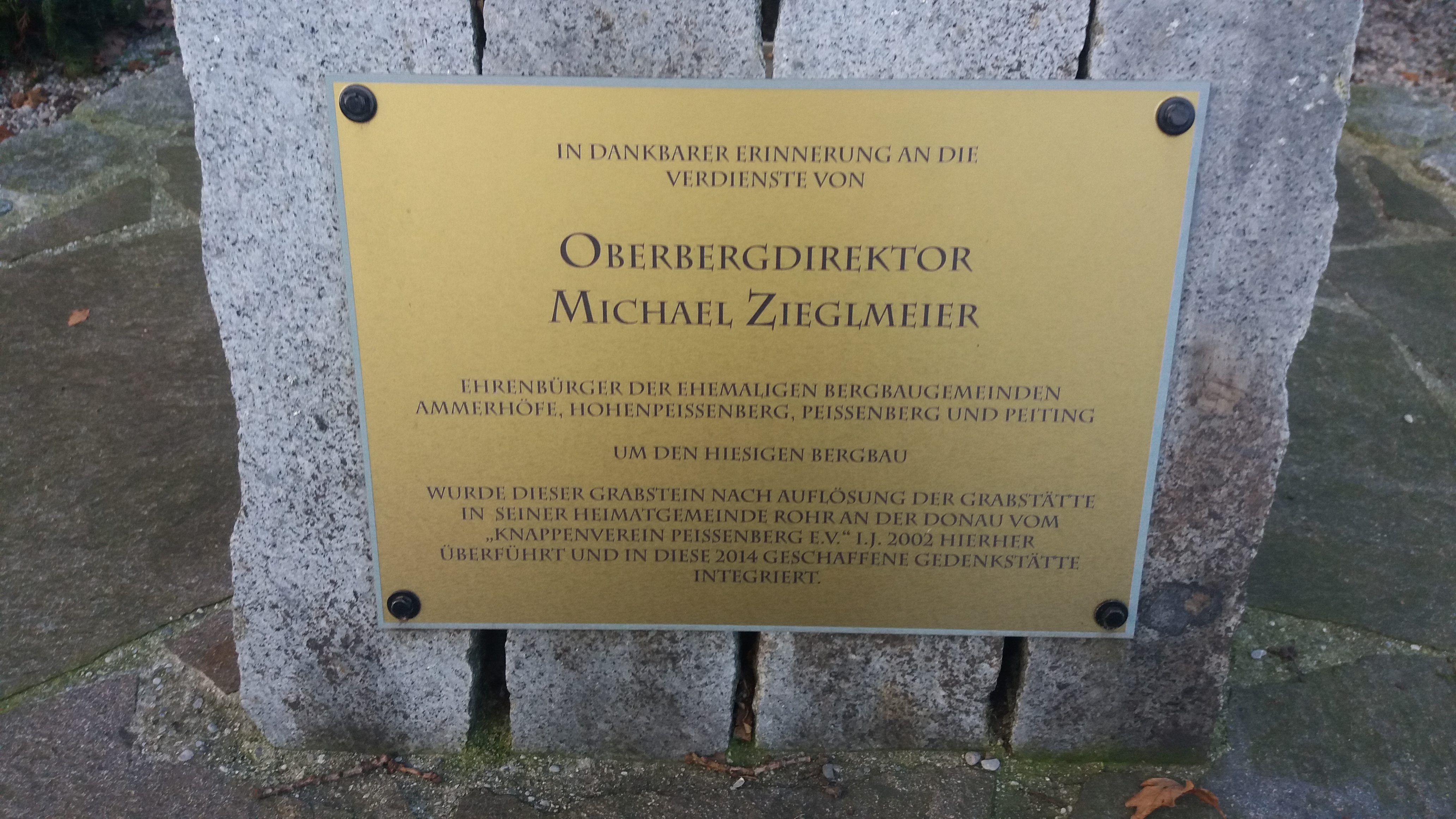
Infotafel an der Grabstätte von Oberbergdirektor Michael Zieglmeier, die sich seit 2014 an der Grabstätte in Peißenberg befindet.

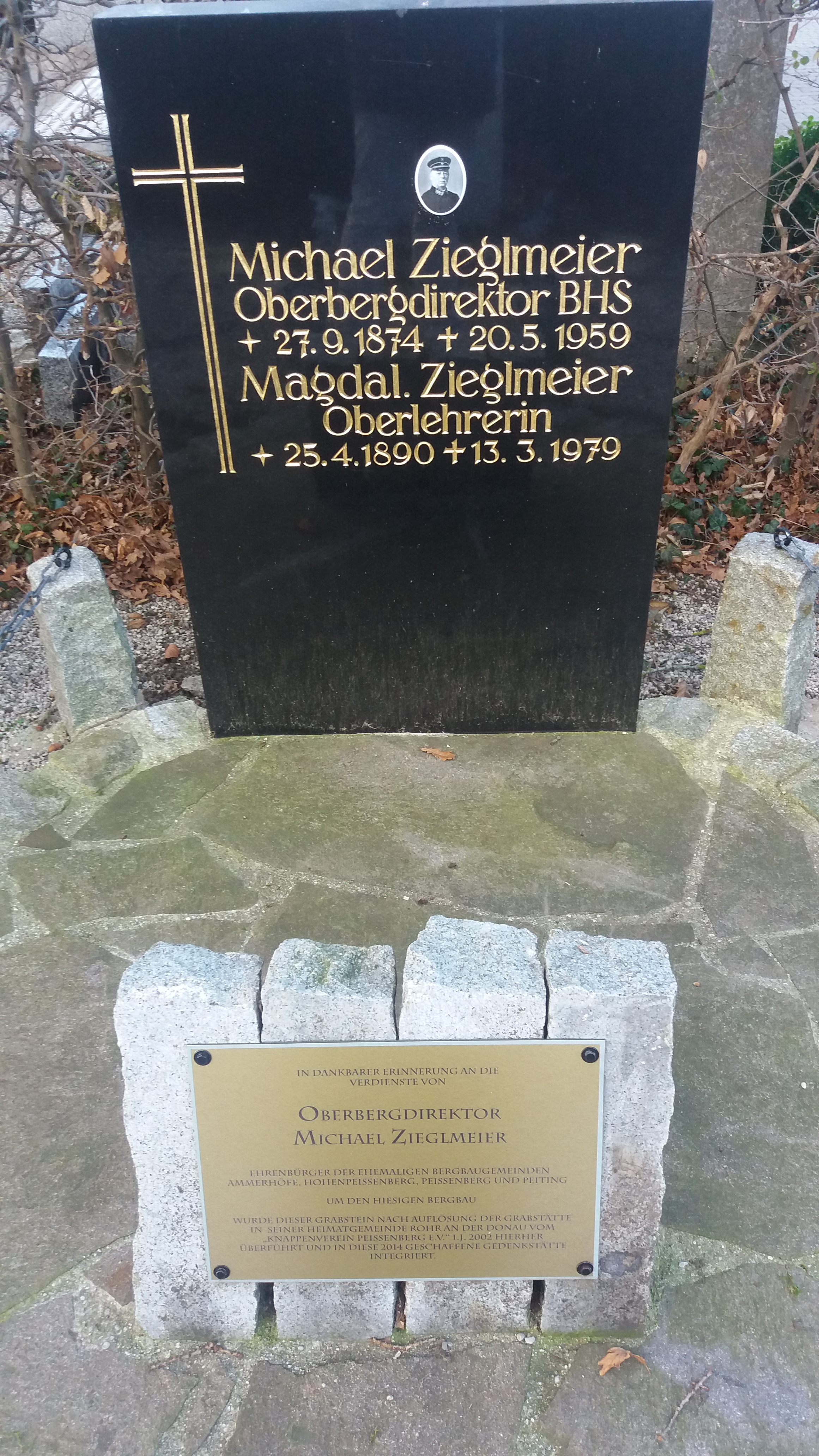
Grabstätte von Oberbergdirektor Michael Ziegelmeier in einer Gesamtansicht. Die Grabstätte wurde 2002 von Rohr nach Peißenberg überführt.

Michael Zieglmeier (* 27. September 1874 in Rohr in Niederbayern; † 20. Mai 1959 in München) war Oberbergdirektor und Vorstand der BHS-Bayerische Berg-, Hütten- und Salzwerke von 1934 bis 1952.
Von 1905 bis 1908 war er Werksleiter des Peißenberger Bergwerkes. Er war maßgeblich daran beteiligt das Bergwerk Peißenberg auszubauen und es zu dem zu machen was es einst war. Er ließ von 1905 bis 1907 die Kohlenwäsche am Tiefstollen bauen, auf seine Initiative wurde ab 1912 der Hauptschacht in Peißenberg niedergebracht, der 1954 in Zieglmeierschacht, anlässlich seines 80. Geburtstages umbenannt wurde. Durch seine Anregung wurde 1920 die Schachtanlage Peiting gebaut. Dank ihm wurden die Hüttenwerke der BHS konkurrenzfähig gemacht und er unterstützte den Siedlungsbau in den Bergbauorten. Er wurde in Rohr bestattet.

## Weitere Ehrungen
Er wurde Ehrenbürger der Bergbauorte Peißenberg, Ammerhöfe, Peiting und Hohenpeißenberg. 1952 wurde er mit dem Verdienstkreuz (Steckkreuz) der Bundesrepublik Deutschland ausgezeichnet. In Peißenberg und Hohenpeißenberg sind Straßen nach ihm benannt.